# Mareike Thum
Mareike Thum (Darmstadt, 27 juni 1991) is een Duits skeeleraar en langebaanschaatsster.

## Palmares skeeleren
- EK 2009 –  10000m Punt. + afval
- EK 2010 –  3000m aflossing piste,  10.000 m puntenkoers weg,  15.000 m afvalkoers weg
- WK 2010 –  3000 m aflossing piste,  10.000 m puntenkoers weg
- EK 2011 –  3000 m aflossing piste,  10000m Punt. + afval,  5000 m aflossing weg
- WK 2011 –  3000 m aflossing piste,  5000 m aflossing weg
- EK 2012 –  3000 m aflossing
- WK 2012 –  3000 m aflossing piste
- EK 2013 –  10000m punten/afval,  3000 m aflossing
- Wereld Spelen 2013 –  1000 m sprint piste
- EK 2014 –  1000 m sprint piste,  10.000m puntenkoers
- WK 2014 –  1000 m sprint piste
- WK 2015 –  1000 m sprint piste,  3000 m aflossing
- EK 2016 –  1000 m sprint piste,  15.000 m afvalkoers piste
- WK 2016 –  1000 m sprint piste,  3000 m aflossing
- WK 2018 –  10.000 m puntenkoers weg

In 2011 wint Thum ook de Halve marathon van Berlijn.

## Langebaanschaatsen

### Persoonlijke records[2]
| Afstand    | Tijd    | Datum            | Baan           |
| ---------- | ------- | ---------------- | -------------- |
| 500 meter  | 40,63   | 16 januari 2021  | Heerenveen     |
| 1000 meter | 1.17,85 | 29 februari 2020 | Salt Lake City |
| 1500 meter | 1.59,51 | 2 maart 2019     | Inzell         |
| 3000 meter | 4.08,38 | 11 februari 2021 | Heerenveen     |

### Resultaten
| Jaar | EK Allround             | WK Afstanden                                        |
| ---- | ----------------------- | --------------------------------------------------- |
| 2021 | NC16 (16e, 15e, 16e, -) | 19e 1500m 13e 3000m 13e massastart 8e achtervolging |

(#, #, #, #) = afstandspositie op allroundtoernooi (500m, 3000m, 1500m, 5000m).
NC16 = niet gekwalificeerd voor de laatste afstand, maar wel als 16e geklasseerd in de eindrangschikking